# TuSコブレンツ
TuSコブレンツ（Turn- und Spielvereinigung Koblenz 1911 e. V.）は、ドイツ・ラインラント＝プファルツ州のコブレンツを本拠地とするサッカークラブである。

## 歴史
1934年、地元クラブの合併によって現在のクラブが成立した。クラブ名に含まれている「1911」は、その地元クラブの一つが創設された年である。長らくTuSノイエンドルフというクラブ名であり、現在のクラブ名になるのは1981年のことである。創設以来、主に4部辺りの下位リーグに在籍しており、1960年代末に2年連続でブンデスリーガ昇格決定戦に臨んだが、結局両年とも敗北したために昇格は果たせなかった。しかし、2004年にオーバーリーガ（4部）からレギオナルリーガ（3部）に昇格を果たすと、2006年にレギオナルリーガ南部で準優勝を果たして、クラブ史上初のブンデスリーガ2部昇格を果たした。しかし成績は低迷し、2009-2010シーズンに17位となりブンデスリーガ3部に降格した。
2010-11シーズンはブンデスリーガ3部で11位で終了したが、財政上の理由でブンデスリーガのライセンス資格を剥奪されたためにレギオナルリーガ（4部）に降格した。

## タイトル

### 国内タイトル
なし

### 国際タイトル
なし